# آنتونی الانگا
آنتونی داوید جونیور الانگا (انگلیسی: Anthony Elanga؛ زادهٔ ۲۷ آوریل ۲۰۰۲) بازیکن فوتبال اهل سوئد است که برای باشگاه نیوکاسل بازی می‌کند.
وی همچنین در تیم‌های ملی فوتبال زیر ۱۷ سال سوئد، زیر ۱۹ سال سوئد، زیر ۲۱ سال سوئد و تیم ملی فوتبال سوئد بازی کرده‌است.

## دوران باشگاهی
الانگا دوبار در جام فصل ۲۰–۲۰۱۹ لیگ قهرمانان اروپا با تیم زیر ۲۱ سال منچستریونایتد بازی کرد، هر دو بار عنوان بازیکن تعویضی وارد زمین شد. او اولین بازی خود را برای یونایتد در یک بازی دوستانه پیش فصل با استون ویلا پیش از فصل ۲۱–۲۰۲۰ لیگ برتر انجام داد. او در دقیقه ۷۵ در شکست یک بر صفر به عنوان بازیکن جانشین مارکوس رشفورد وارد زمین شد. او چهار بار برای تیم زیر ۲۱ سال این باشگاه در جام قهرمانی ۲۱–۲۰۲۰ بازی کرد و دو گل به ثمر رساند و در بازیهای مرحله یک چهارم نهایی لیگ اروپا ۲۱–۲۰۲۰ مقابل گرانادا در آوریل ۲۰۲۱ به تیم اصلی دعوت شد، اما در هر دو بازی روی نیمکت بود. او اولین بازی حرفه ای خود را در باشگاه در ۱۱ مه ۲۰۲۱ در بازی لیگ برتر مقابل لسترسیتی انجام داد. یک بازی مجدد با لیورپول به این معنا بود که آنها باید در فاصله هفت روز چهار بازی انجام دهند، در نتیجه اوله گونار سولشایر، سرمربی تیم، ۱۰ تغییر در تیمی که در بازی قبلی مقابل استون ویلا دو روز قبل معرفی کرده بود، انجام داد. در دقیقه ۶۶ او جایگزین رشفورد شد و یونایتد ۲–۱ شکست خورد. در شرایطی که تیم یونایتد در لیگ رتبه خوبی داشت و سولسشر بهترین بازیکنان خود را در آستانه فینال لیگ اروپا در سال ۲۰۲۱ استراحت می‌دهد، الانگا در آخرین بازی فصل لیگ دوباره به مصاف ولورهمپتون رفت و اولین گل خود را برای منچستریونایتد پس از ۱۳ دقیقه به ثمر رساند.

## دوران بین‌المللی
الانگا ۷ بار برای تیم ملی فوتبال زیر ۱۷ سال سوئد بازی کرد و دو گل به ثمر رساند، هر دو مقابل فرانسه در مسابقات قهرمانی زیر ۱۷ سال قهرمانی اروپا ۲۰۲۱. وی همچنین بازیکن تیم زیر ۱۹ سال سوئد بوده‌است.
الانگا اولین بازی خود را برای تیم ملی فوتبال زیر ۲۱ سال سوئد انجام داد و در بازی دوستانه مقابل فنلاند در ۳ ژوئن ۲۰۲۱ یک گل به ثمر رساند.

## زندگی شخصی
پدرش جوزف الانگا، بازیکن سابق تیم ملی کامرون است. او در مالمو بخش هایلی (در حال حاضر بخشی از وستر) در سوئد به دنیا آمد، جایی که پدرش برای مالمو بازی می‌کرد.

## افتخارات

### منچستریونایتد
- نایب قهرمان لیگ اروپا: ۲۱–۲۰۲۰

### فردی
- بازیکن جوان سال جیمی مورفی: ۲۰–۲۰۱۹